# Project X
Project X (bra: Projeto X - Uma Festa Fora de Controle) é um filme estadunidense de comédia adolescente de 2012 dirigido por Nima Nourizadeh, escrito por Michael Bacall e Matt Drake, e produzido por Todd Phillips. O filme segue três amigos, Thomas, Costa e J.B., que tentam ganhar popularidade na escola dando uma festa na casa do primeiro, um plano que rapidamente foge de controle. Conta com Thomas Mann, Oliver Cooper e Jonathan Daniel Brown nos papéis principais, acompanhados por Kirby Bliss Blanton, Alexis Knapp, Brady Hender e Nick Nervies como coadjuvantes.
O título Project X foi inicialmente um nome provisório enquanto o filme estava sendo rodado, mas o interesse gerado por esse título por conta de sua produção sigilosa acabou o mantendo como definitivo. Uma gigantesca seleção de elenco aberta em todo o país foi realizada para encontrar novos atores. A maior parte do elenco veio desta seleção acompanhados de alguns outros atores que já atuaram no cinema antes, como Mann, que foi aceito após vários testes. As filmagens aconteceram em sets localizados em Los Angeles durante cinco semanas com um orçamento de US$ 12 milhões. O filme é apresentado como um vídeo caseiro a partir da perspectiva de um dos amigos que participam da festa utilizando uma câmera para registrar os acontecimentos da noite. O filme marcou a estreia de Nourizadeh como diretor de cinema.
Lançado nos Estados Unidos, Canadá e Reino Unido em 2 de março de 2012, Project X arrecadou mais de US$ 100 milhões em todo o mundo durante sua exibição comercial nos cinemas. As críticas se concentraram no comportamento "repugnante" dos personagens principais e no desrespeito aos efeitos do uso de drogas. Outras críticas consideraram-no engraçado e emocionante, equiparando-no a uma encarnação moderna do filme National Lampoon's Animal House. Após o lançamento, incidentes de festas em grande escala semelhantes como a do filme foram reportadas, culpando o longa como inspiração.

## Enredo
Em Pasadena, no estado americano da Califórnia, os estudantes do ensino médio Costa e J.B. planejam dar uma festa para comemorar o aniversário de dezessete anos do amigo Thomas, com o objetivo de aumentar sua popularidade. Os pais de Thomas vão passar o fim de semana fora, deixando-o sozinho em casa, com o pai de Thomas avisando-o para não receber muita gente e não dirigir sua Mercedes, embora a mãe do jovem libere o uso de sua minivan. Thomas reluta em dar a festa em sua casa, mas Costa continua com seu plano e chama o colega Dax para filmar os acontecimentos da noite com uma câmera de vídeo. Enquanto Costa, J.B. e Dax anunciam a festa em toda a escola, o próprio Thomas convida sua melhor amiga Kirby, a qual nutre uma pequena paixão, e Alexis, uma garota popular na escola por quem Thomas também tem uma queda. Enquanto os meninos compram materiais para a festa no mercado, eles têm um encontro casual com o ator Miles Teller e nervosamente o convidam para a festa, apenas para descobrir que a celebridade já ouviu falar sobre o evento através de boatos e também planeja comparecer.
Com a minivan da mãe de Thomas, o trio então visita o traficante T-Rick para comprar maconha, onde Costa rouba seu gnomo do jardim para usar como "mascote" da festa. Ao saírem, T-Rick descobre o roubo e os persegue, mas eles escapam com o veículo. Ao cair da noite, o horário de início da festa passa, mas ninguém aparece e Thomas teme que a festa não seja realizada. De repente, uma multidão de adolescentes chega em massa, incluindo Miles Teller. Thomas pretende limitar a festa ao quintal e à casa da piscina, sendo a casa vigiada por Everett e Tyler, dois jovens seguranças contratados por Costa. No entanto, mais e mais pessoas começam a chegar e a festa sai de seu controle, com várias pessoas entrando na casa. Thomas questiona Costa sobre como ele divulgou a festa, obrigando-o a confessar que colocou anúncios no Craigslist e em uma rádio local pois estava preocupado com a possibilidade de ninguém comparecer. As coisas pioram rapidamente quando a festa atrai a ira dos vizinhos e a polícia chega, respondendo a uma reclamação de barulho. Porém, os festeiros se escondem atrás da casa permanecendo em silêncio, convencendo os policiais de que a festa já terminou; a festa recomeça quando a polícia vai embora. Em um momento em seu quarto, Thomas beija Kirby e revela que a ama.
Teller quebra o gnomo de T-Rick, revelando grandes quantidades de comprimidos de ecstasy escondidos dentro dele a qual vários jovens consomem rapidamente, incluindo Thomas e seus amigos. Enquanto isso, Alexis flerta com Thomas durante a noite e eventualmente o seduz, levando-a para o seu quarto onde começa uma relação sexual; Kirby se aproxima e os flagra se despindo em cima da cama e sai da festa chateada, constrangendo Thomas, que tenta pedir pedir perdão. Alexis, após descobrir que estava sendo filmada furtivamente por Dax, também sai do quarto. O barulho e o caos da festa, incluindo a violência e a destruição em massa de propriedades da vizinhança, recebem cobertura noticiosa televisiva com helicópteros sobrevoando a casa. Um convidado anão pega a Mercedes do pai de Thomas e a dirige para dentro da piscina depois de ser forçado a entrar no forno da cozinha por outros convidados.
T-Rick chega armado com um lança-chamas, ateando fogo em árvores, carros e casas do bairro em busca de Costa e na tentativa de recuperar seu gnomo, obrigando os convidados a fugir e a festa acabar; a polícia chega atirando em seu lança-chamas e ele explode. Thomas, Costa, J.B. e Dax fogem com os outros convidados enquanto a casa de Thomas (e o resto do bairro) fica em chamas enquanto uma equipe da SWAT tenta controlar a situação. Pela manhã, os meninos voltam para suas respectivas casas para descobrir que castigo os espera. Após o retorno de seus pais, o pai de Thomas o elogia por dar uma festa tão grande porque ele se achava um perdedor, mas revela que Thomas está em apuros, pois seu dinheiro guardado para a faculdade será usado para cobrir os danos. De volta à escola, os meninos são aplaudidos pelos alunos e Thomas se reconcilia romanticamente com Kirby.
Um epílogo revela que T-Rick sobreviveu à explosão e foi preso por suas ações; Thomas foi condenado por perturbar a paz, contribuir para a delinquência de menores e incitar um motim, embora foi eleito com maior "potencial de sucesso" por seus colegas de escola; Costa e J.B. são absolvidos, com Costa escapando por conta de ter conseguido um advogado competente e caro, embora esteja aguardando resultados de três testes de paternidade solicitados, e com os pais de J.B. conseguirem convencer o tribunal de que ele é mentalmente incapaz e inapto para ser julgado, sendo forçado a viajar num micro-ônibus para pessoas especiais durante o restante do ensino médio. Enquanto isso, Dax está sob investigação pelo desaparecimento de seus pais. Numa entrevista televisiva a Jillian Reynolds, Costa convida-a para a sua próxima festa, que promete ser ainda melhor.

## Elenco
- Thomas Mann como Thomas Kub.

Mann tinha experiência anterior como ator, uma vez que ele já havia atuado no longa-metragem It's Kind of a Funny Story (2010), embora inicialmente ele foi informado que não poderia fazer o teste para Project X porque os produtores desejavam escalar apenas pessoas anônimas. Mann, para convencer os produtores, insistiu em fazer o teste (realizando-o por sete vezes) até finalmente ganhar o papel.
- Oliver Cooper como Costa.[8]

Cooper foi um dos atores anônimos que estrearam no cinema através de Project X. A natureza confiante e a história de Costa de ter sido transferido involuntariamente do Queens, Nova York, para o cenário do filme em North Pasadena, foram desenvolvidas com base nas audições de Cooper, onde se sentiu que ele dava a impressão de ser da cidade de Nova York, apesar de ser originário de Ohio.
- Jonathan Daniel Brown como J.B.

Assim como Cooper, Brown realizou sua estreia no cinema atuando em Project X, sendo um dos vários atores jovens selecionados nas audições para o filme.
- Kirby Bliss Blanton como Kirby, amiga de infância de Thomas a qual ele nutre uma singela paixão.[10]
- Madison Patrello como Dax, amigo convocado por Costa para realizar filmagens durante a festa.[12]

Patrello foi descoberto através de seu videoblog pessoal no YouTube. Ao descrever seu personagem, Patrello afirmou: "Como ele está segurando a câmera, meu personagem não tem muito tempo na tela, mas quando tem, é muito impactante".
- Brady Hender e Nick Nervies como Everett e Tyler, respectivamente: duas crianças quase pré-adolescentes que são contratadas por Costa para serem os seguranças da festa.
- Alexis Knapp como Alexis: uma bela garota bastante popular do ensino médio.[14]

A personagem de Knapp exigia uma cena de nudez, algo com o qual ela inicialmente se sentiu desconfortável, afirmando: "Eu simplesmente tive muitos problemas morais com isso, mas superei e ouvi dizer que não é tão revelador. Então, estou aliviada". Knapp descreveu sua personagem como uma moleca e que teve a oportunidade de adicionar algo ao papel, ir além do arquétipo de uma "garota gostosa".
O elenco também inclui Miles Teller como ele mesmo, Martin Klebba como o anão que é colocado dentro do forno da cozinha de Thomas, Rick Shapiro como o traficante de drogas T-Rick, Rob Evors como o vizinho de Thomas que chama a polícia, Rob, Caitlin Dulany e Peter Mackenzie como os pais de Thomas, Nichole Bloom como a garota asiática que fica com J.B. na festa, e Jesse Marco como DJ da festa. Os apresentadores de televisão Jillian Reynolds e Jimmy Kimmel apareceram como eles mesmos.

## Produção

### Desenvolvimento
O produtor Todd Phillips descreveu o filme como um experimento, depois que o produtor executivo Alex Heineman forneceu um conceito básico, com a equipe de produção compartilhando histórias de festas memoráveis das quais compareceram ou ouviram falar. O escritor Michael Bacall desenvolveu essas histórias em um cenário de esboço em uma noite com o objetivo de criar a "festa de colégio mais desagradável de todos os tempos". O restante da história foi desenvolvido nas semanas seguintes. Bacall e Drake foram instruídos a "enlouquecer" com o roteiro, embora Bacall tenha confessado: "Eu era um nerd no ensino médio, então nunca fiz nada parecido com o que está no filme". Bacall trabalhou no roteiro geralmente à noite enquanto se dedicava simultaneamente nos roteiros de 21 Jump Street e Scott Pilgrim contra o Mundo.
Tem sido amplamente especulado que a trama foi vagamente baseada em uma festa infame realizada pelo australiano Corey Worthington, de 16 anos, em 2008, cuja festa também foi um evento fora de controle com centenas de invasores e caos generalizado, embora isso tenha sido nunca confirmado nem negado por nenhum dos escritores ou produtores. Worthington se tornou uma sensação viral depois de ser entrevistado no programa de TV australiano A Current Affair sobre os danos, destruição e medo causados pelos invasores; durante essa entrevista, o garoto rejeitou os pedidos da apresentadora Leila McKinnon para que ele tirasse seus óculos escuros. No filme, o personagem Costa também é entrevistado na TV sobre a festa fictícia, além de também estar usando um óculos escuros de maneira bem semelhante como Worthington fez em sua entrevista.
Nima Nourizadeh tinha experiência apenas na direção de videoclipes e comerciais, mas chamou a atenção dos produtores por seu trabalho de direção em uma série de comerciais da Adidas com tema de festa. Ele acabou sendo convidado para atuar na direção se mudando provisoriamente de Londres para Los Angeles, cujo projeto Nourizadeh acreditou inicialmente que levaria poucas semanas, mas que acabou durando dois anos. Nourizadeh explicou aos produtores como ele gostaria de desenvolver o roteiro e como gostaria que o filme parecesse e se sentisse. Phillips acreditava que a interpretação do filme por Nourizadeh era compatível com sua visão, influenciando a decisão de contrata-lo como diretor, acarretando em sua estreia no cinema.
Project X não pretendia ser o título definitivo do filme, mas acabou sendo mantido para capitalizar o interesse gerado pelos rumores do sigilo que envolvia projeto. Para manter a produção em segredo, os produtores decidiram não enviar roteiros completos a nenhum possível membro do elenco, fornecendo apenas páginas individuais com uma marca d'água.

### Escolha do elenco
Para criar a impressão de que os eventos de Project X realmente aconteceram, os produtores decidiram não escalar rostos conhecidos e, em vez disso, procurar atores completamente novos. Phillips afirmou que o objetivo das audições abertas era escalar "atores desconhecidos" e "pessoas reais de todas as etnias", que normalmente não teriam a chance de estrelar um filme. Phillips e o produtor Joel Silver decidiram criar uma audição de elenco aberta em todo o país, permitindo que qualquer residente dos Estados Unidos com mais de 18 anos fizesse um teste para Project X através de um site especialmente criado. Os candidatos foram obrigados a fornecer vídeos deles contando histórias embaraçosas ou engraçadas, ou dançando. No entanto, um elenco tradicional ainda era empregado para permitir que atores com poucos créditos de atuação profissional fizessem o teste. O processo permitiu que traços dos atores selecionados fossem incorporados em seus personagens, inclusive com vários casos de seus respectivos personagens assumindo os próprios nomes dos atores. Para a escalação dos três protagonistas, a produção deu preferência a audições em grupos de três com todos fazendo testes juntos, trocando e adicionando atores diferentes para analisar qual formação funcionava melhor em conjunto.
A escalação de atores discretos ajudou a manter o baixo orçamento da produção, evitando salários gigantescos que geralmente são atribuídos às estrelas. Para se preparar para o papel e criar uma amizade crível entre os protagonistas, Brown, Cooper e Mann foram enviados juntos para a Disneylândia e passaram um fim de semana em uma cabana em Big Bear City, na Califórnia.

### Filmagens
"Project X foi filmado em oito sistemas de câmeras diferentes. É um filme rodado em primeira pessoa contado pelas massas de pessoas que compareceram à festa, o que lhe dá um ponto de vista totalmente único sobre a situação. Também analisamos a melhor forma de capturar o tamanho deste evento e o nível de destruição com nossos recursos. Por exemplo, como poderíamos fazer com que cerca de 200 figurantes parecessem mais de 1.000?"

– Ken Seng, diretor de fotografia do filme, comentando as filmagens de Project X.
A fotografia principal do filme estava programada para começar em 14 de junho de 2010, em Los Angeles, mas acabou sofrendo atrasos no cronograma, adiando as filmagens por dois anos. As filmagens ocorreram durante vinte e cinco noites entre 17h e 5h no Warner Ranch em Burbank, Califórnia. O conjunto continha uma área residencial falsa com várias casas. A casa pertencente a Thomas estava situada em frente à casa usada pelo personagem de Danny Glover, Roger Murtaugh, no filme de ação Lethal Weapon de 1987, produzido por Silver.
A produção decidiu filmar em um set porque foi difícil localizar um bairro real que pudesse ser efetivamente fechado e que permitisse filmar durante a noite e de manhã cedo. Phillips explicou que usar uma vizinhança real também teria sido difícil por causa dos danos causados pelo fogo necessários para o filme. Grande parte do set foi destruída durante as filmagens. O filme foi rodado em grande parte em sequência cronológica, pois teria sido difícil reparar os danos do cenário de uma cena posterior para filmar uma anterior. Mann descreveu a filmagem como uma "atmosfera de festa", com o DJ nova-iorquino Jesse Marco no set tocando música mesmo quando as câmeras pararam de rodar para manter a energia do elenco e dos figurantes. Muitos dos mesmos figurantes foram trazidos de volta para várias noites de filmagem e continuariam a festejar entre as cenas. Foram feitas tomadas periódicas de até vinte minutos apenas com figurantes dançando. Durante as filmagens, a polícia de Burbank foi chamada ao set por causa de reclamações de barulho feitas por moradores próximos (numa semelhança com a história do filme).
Project X foi filmado ao estilo cinema vérité, exibindo apenas os acontecimentos do filme através da visão em primeira pessoa do cinegrafista observando a festa, para criar o efeito de o público estar presente na festa fora de controle. Nourizadeh afirmou que o estilo permitiu que o filme parecesse "real" e "mostrasse algumas das realidades do que os jovens fazem". O diretor de fotografia Ken Seng e Nourizadeh testaram doze sistemas de câmera diferentes antes de escolher a câmera de vídeo digital HD Sony F23, baseando sua decisão em sua capacidade de lidar com mudanças repentinas e extremas na iluminação devido à luz natural do dia e luzes estroboscópicas.
O filme é apresentado principalmente da perspectiva do personagem Dax e sua câmera, mas Nourizadeh também obteve imagens fornecendo ao elenco e alguns figurantes dispositivos de gravação como BlackBerrys e iPhones para capturar eventos que ocorrem fora da perspectiva ou do conhecimento do cinegrafista. Isso resultou em horas de filmagens inutilizáveis que Nourizadeh e sua equipe tiveram que analisar para encontrar trechos que pudessem ser incorporados ao filme final. Nourizadeh afirmou: "quando você tem material real sendo filmado por pessoas reais, parece que sim. É uma filmagem encontrada. Eu odiei passar dez horas olhando pedaços de filmagem, em muitos casos as pessoas sequer pressionaram o botão de parar gravação, gerando filmagens muito longas. Mas sim, foi ótimo, cara". Outras imagens foram geradas através câmeras peitorais e veiculares utilizadas por policiais fictícios, além de câmeras de telejornais equipadas em helicópteros para dar uma perspectiva diferente sobre os eventos.

## Trilha sonora
Um álbum intitulado Project X (Original Motion Picture Soundtrack) foi lançado na plataforma iTunes e em CD em 28 de fevereiro de 2012, pela WaterTower Music. O álbum traz treze faixas que apareceram ao longo do filme, com músicas de Kid Cudi, D12, MGK, Nas e Pusha T.
Há também um vídeo promocional online para a música "White Boy Wasted" do artista do grupo Mr. 305, Jamie Drastik. No entanto, a música não consta no álbum da trilha sonora.

O álbum passou dezoito semanas na Billboard 200 nos Estados Unidos, onde alcançou a 12ª colocação. O álbum também alcançou o quinto lugar no Top Digital Albums, o número um no Top Soundtracks e Top Independent Albums, e número três no Top Rap Albums e Top Álbuns de R&B/Hip-Hop. Também constou no Canadian Albums Chart, onde alcançou a oitava posição, no Swiss Albums Chart na 73ª posição, e no French Albums Chart na vigésima posição. Nos Estados Unidos, se tornou o sexto álbum de trilha sonora mais comercializado em 2012, vendendo aproximadamente 217.000 unidades.
| Project X (Original Motion Picture Soundtrack) |                                           |                                    |         |  |
| N.º                                            | Título                                    | Artista                            | Duração |  |
| 1.                                             | "Trouble on My Mind"                      | Pusha T (feat. Tyler, the Creator) | 2:04    |  |
| 2.                                             | "Bitch Betta Have My Money"               | AMG                                | 3:16    |  |
| 3.                                             | "Tipsy (Club Mix)"                        | J-Kwon                             | 4:03    |  |
| 4.                                             | "Candy"                                   | Far East Movement (feat. Pitbull)  | 3:58    |  |
| 5.                                             | "Ray Ban Vision"                          | A-Trak                             | 3:35    |  |
| 6.                                             | "Le Disko (Boys Noize Fire Mix)"          | Shiny Toy Guns                     | 5:55    |  |
| 7.                                             | "Nasty"                                   | Nas                                | 3:04    |  |
| 8.                                             | "Pursuit of Happiness (Steve Aoki Remix)" | Kid Cudi                           | 6:13    |  |
| 9.                                             | "Heads Will Roll (A-Trak Remix)"          | Yeah Yeah Yeahs                    | 6:23    |  |
| 10.                                            | "Pretty Girls (Benny Benassi remix)"      | Wale                               | 4:13    |  |
| 11.                                            | "The Next Episode"                        | Dr. Dre & Snoop Dogg               | 2:42    |  |
| 12.                                            | "Fight Music"                             | D12                                | 4:21    |  |
| 13.                                            | "Wild Boy (Ricky Luna Remix)"             | Machine Gun Kelly                  | 4:08    |  |
| Duração total:                                 | Duração total:                            | Duração total:                     | 53:55   |  |

| Project X (Original Motion Picture Soundtrack) (Deluxe Edition) |                                           |                                      |         |  |
| N.º                                                             | Título                                    | Artista                              | Duração |  |
| 1.                                                              | "We Want Some Pussy"                      | 2 Live Crew                          | 2:47    |  |
| 2.                                                              | "Trouble on My Mind"                      | Pusha T featuring Tyler, the Creator | 2:04    |  |
| 3.                                                              | "Bitch Betta Have My Money"               | AMG                                  | 3:16    |  |
| 4.                                                              | "Psychic City (Clasixx Remix)"            | Yacht                                |         |  |
| 5.                                                              | "Tipsy (Club Mix)"                        | J-Kwon                               | 4:03    |  |
| 6.                                                              | "Candy"                                   | Far East Movement featuring Pitbull  | 3:58    |  |
| 7.                                                              | "Blow Up"                                 | J. Cole                              | 5:04    |  |
| 8.                                                              | "Ray Ban Vision"                          | A-Trak                               | 3:35    |  |
| 9.                                                              | "Le Disko (Boys Noize Fire Mix)"          | Shiny Toy Guns                       | 5:55    |  |
| 10.                                                             | "Nasty"                                   | Nas                                  | 3:04    |  |
| 11.                                                             | "Pursuit of Happiness (Steve Aoki Remix)" | Kid Cudi                             | 6:13    |  |
| 12.                                                             | "Heads Will Roll (A-Trak Remix)"          | Yeah Yeah Yeahs                      | 6:23    |  |
| 13.                                                             | "Despicable Dogs (Washed Out Remix)"      | Small Black                          | 4:10    |  |
| 14.                                                             | "Pretty Girls (Benny Benassi Remix)"      | Wale                                 | 4:13    |  |
| 15.                                                             | "She Just Likes to Fight"                 | Four Tet                             | 4:30    |  |
| 16.                                                             | "The Next Episode"                        | Dr. Dre & Snoop Dogg                 | 2:42    |  |
| 17.                                                             | "Fight Music"                             | D12                                  | 4:21    |  |
| 18.                                                             | "Wild Boy (Ricky Luna Remix)"             | Machine Gun Kelly                    | 4:08    |  |

## Lançamento
O filme teve sua estreia mundial em 29 de fevereiro de 2012, no Grauman's Chinese Theatre em Hollywood, seguido por uma after party com apresentações de Kid Cudi, Tyler, the Creator e do duo The Hundred in the Hands. Os convidados da festa foram recebidos por uma viatura do Departamento de Polícia de Los Angeles e um segurança avisando-os para manterem suas roupas.
O filme estava programado originalmente para lançamento em novembro de 2011, mas em agosto daquele ano a data foi adiada para mais quatro meses, em março de 2012. O filme recebeu um lançamento amplo em 1º de março de 2012 na Austrália, seguido em 2 de março de 2012, pelos Estados Unidos e Canadá.

### Mídia doméstica
Project X foi lançado em DVD, Blu-ray e download digital em 19 de junho de 2012. A versão Blu-ray contém uma edição estendida com aproximadamente seis minutos de filmagem adicional, além da versão teatral, e apresenta o filme em 1080p/AVC com som DTS-HD Master Audio. O lançamento caseiro também contém três extras: "Project X: Declassified", uma visão dos bastidores da produção do filme; "Project X: The Pasadena Three", mostrando a escalação dos três protagonistas, Mann, Cooper e Brown; e "Project Xpensive", detalhando quanto custaria na realidade os danos causados no filme.
A versão em DVD vendeu 401.204 unidades nos Estados Unidos durante sua primeira semana, ganhando aproximadamente US$ 5,9 milhões; em dezembro de 2012 vendeu 1.012.223 unidades, ganhando US$ 15,5 milhões com vendas de mídia doméstica.
Embora tenha se tornado um sucesso comercial em seu lançamento em home video, Project X também foi listado como o filme mais pirateado de 2012 no BitTorrent, com aproximadamente 8,7 milhões de downloads.

## Recepção

### Bilheteria
Enquanto esteve em cartaz, o filme arrecadou US$ 54,7 milhões na América do Norte e US$ 48 milhões em outros territórios, totalizando US$ 102,7 milhões em todo o mundo, contra um orçamento de US$ 12 milhões.
O filme estreou com US$ 1,2 milhão de bilheteria à meia-noite em 1.003 cinemas nos Estados Unidos e Canadá. Ao longo do dia de estreia, o lançamento do filme foi expandido para 3.055 cinemas, onde arrecadou um total de US$ 8,2 milhões, incluindo as bilheterias à meia-noite. Em seu fim de semana de estreia o filme arrecadou um total de US$ 21 milhões (uma média de US$ 6.891 por cinema), terminando como o segundo filme de maior bilheteria daquele fim de semana, atrás do filme de animação familiar The Lorax (US$ 70,2 milhões), e superando as expectativas de que terminaria com um faturamento bruto na faixa intermediária a alta da adolescência. Project X ficou muito popular principalmente entre homens e adolescentes; 58% do público do fim de semana de abertura do filme era masculino e 67% do público tinha menos de 25 anos.
Fora da América do Norte, o filme teve seus fins de semana de estreia de maior sucesso na França (US$ 3,8 milhões), Austrália (US$ 1,3 milhão) e Alemanha (US$ 1,2 milhão). Estes países também representaram as maiores receitas brutas totais, com 15 milhões de dólares provenientes da França, 4,4 milhões de dólares da Austrália e 4,3 milhões de dólares da Alemanha.

### Resposta crítica
No Rotten Tomatoes, o filme detém um índice de aprovação de 29% com base em 143 críticas, obtendo uma classificação média de 4,4/10; o consenso crítico do site diz: "Sem originalidade, sem graça e totalmente pouco atraente, Project X explora as profundezas da temática adolescente e do gênero found footage através de 87 minutos de devassidão previsivelmente mesquinha". No Metacritic, o filme tem uma pontuação média ponderada de 48 de 100, com base em 25 críticos, indicando "críticas mistas ou médias". As pesquisas do CinemaScore relataram que a nota média que os espectadores deram ao filme foi "B" em uma escala de "A+" a "F", com os jovens do sexo masculino classificando-o com a nota "A", enquanto os homens adultos em geral classificaram o filme com um "B+" e as mulheres com um "C+".
As críticas contra o filme se concentraram na percepção do comportamento misógino e mesquinho dos personagens e no desrespeito aos efeitos das drogas. O crítico Chris Hewitt, da revista Empire, deu ao filme uma estrela de cinco em sua resenha e referiu-se aos personagens centrais interpretados por Mann, Cooper e Brown como "espetacularmente desagradáveis"; Hewitt rotulou os personagens de "pirralhos impenitentes, niilistas, vis, venais, animalescos, avarentos, sem charme e incrivelmente irresponsáveis". Hewitt encerrou sua crítica afirmando que o filme foi "possivelmente o pior filme dos últimos vinte anos, e certamente a pior comédia dos últimos vinte anos". Todd McCarthy do jornal The Hollywood Reporter foi igualmente crítico, chamando Project X de "exploração adolescente terrivelmente deprimente, sombria e sem graça", mas admitiu que o filme tinha potencial para cativar um público mais jovem. Claudia Puig do USA Today achou que o filme tratava mal as personagens femininas, rotulando-o de um "filme hediondo e misógino cheio de multidões sem rosto e nenhum personagem que se parecesse com um ser humano real", um sentimento ecoado por Melissa Anderson do The Village Voice, que sentiu que o filme promovia "hedonismo entorpecente sem consequências" e "misoginia de segunda natureza", e que o único propósito dos personagens masculinos é "ficar chapado e foder vadias".
Robbie Collin, do The Daily Telegraph, chamou o filme de "extravagantemente repugnante em todos os níveis imagináveis" e criticou os três personagens principais, dizendo "ao contrário dos protagonistas de Superbad, esses três são venenosamente desagradáveis, além das brincadeiras supostamente cômicas entre eles soarem como bullying". Robert Abele, do jornal Los Angeles Times, chamou o trio protagonista de "entorpecentemente previsível" e o filme em si de "pouco original", afirmando que Project X "tem uma atitude covardemente suína em relação à recompensa de comportamento socialmente inaceitável que parece impróprio em vez de excitante".
Neil Genzlinger, do The New York Times, disse que o roteiro engraçado e a edição habilidosa de Project X potencialmente o tornaram o "Animal House da geração iPhone". Owen Gleiberman, comentarista da revista Entertainment Weekly, elogiou o filme por atualizar os clichês de filmes com temas semelhantes das décadas de 1970 a 1980, como Animal House e Risky Business "para que pareçam perigosos o suficiente para fazer a nostalgia parecer perversa", mas afirmou que o filme não oferece nada mais ultrajante do que festas reais, apesar de sugerir "que está quebrando novas e ousadas barreiras de mau comportamento"; Gleiberman ainda acusou as críticas negativas de "cumprir o papel de todos aqueles pais tensos nas reportagens dos anos 50 sobre os perigos do rock & roll", aplicando julgamentos morais aos acontecimentos do filme. Joshua Rothkopf da Time Out deu ao filme quatro estrelas de cinco, chamando-o de "desmiolado", mas sentindo que a pura anarquia dos eventos do filme era "emocionante". O crítico de cinema Peter Travers, da revista Rolling Stone, elogiou o filme como "extremamente engraçado", dizendo que o mesmo apelou para que um elemento jovem básico se tornasse "com cara de merda e enlouquecido", além de argumentar que Project X é uma versão mais moderna de Animal House; Travers destacou a atuação de Mann no filme como "excelente", embora também afirmasse que a produção cinematográfica de Nourizadeh foi um "desastre".
Vários críticos contestaram particularmente a relação de Cooper e seu personagem. Hewitt o chamou de "o personagem de filme mais irritante desde Jar Jar Binks", enquanto outros o descreveram de forma semelhante como "singularmente repugnante, venal e sem humor", "extremamente irritante", "um idiota em um colete de suéter" e uma imitação "misógina" de Jonah Hill "sem o timing, o apelo triste e a graça tagarela". Por outro lado, Neil Genzlinger elogiou Cooper por trazer uma "simpatia travessa" para Costa, o que o ajudou a "ancorar" os eventos do filme.
Em um ensaio de 2021 no cinema Metrograph em Manhattan, o crítico de cinema e roteirista Nick Pinkerton elogiou Project X argumentando que o filme é melhor do que os vencedores contemporâneos do Óscar de Melhor filme O Artista e Argo: "Este pequeno filme obsceno sobreviveu a seus elogiados contemporâneos como Argo e O Artista, que nunca estiveram realmente vivos em primeiro lugar".

### Indicações a prêmios
Cooper foi indicado para duas categorias do MTV Movie Awards em 2012: Melhor Performance Cômica e Melhor Canalha em Cena, enquanto o filme recebeu uma indicação de Melhor Música pelo remix de Steve Aoki da música "Pursuit of Happiness" de Kid Cudi.
| Ano  | Cerimônia        | Categoria                 | Recipiente(s)                                            | Resultado | Ref.          |
| ---- | ---------------- | ------------------------- | -------------------------------------------------------- | --------- | ------------- |
| 2012 | MTV Movie Awards | Melhor Performance Cômica | Oliver Cooper                                            | Indicado  | [ 65 ] [ 66 ] |
| 2012 | MTV Movie Awards | Melhor Canalha em Cena    | Oliver Cooper                                            | Indicado  | [ 65 ] [ 66 ] |
| 2012 | MTV Movie Awards | Melhor música             | "Pursuit of Happiness" de Kid Cudi (remix de Steve Aoki) | Indicado  | [ 65 ] [ 66 ] |

## Ocorrências de festas semelhantes

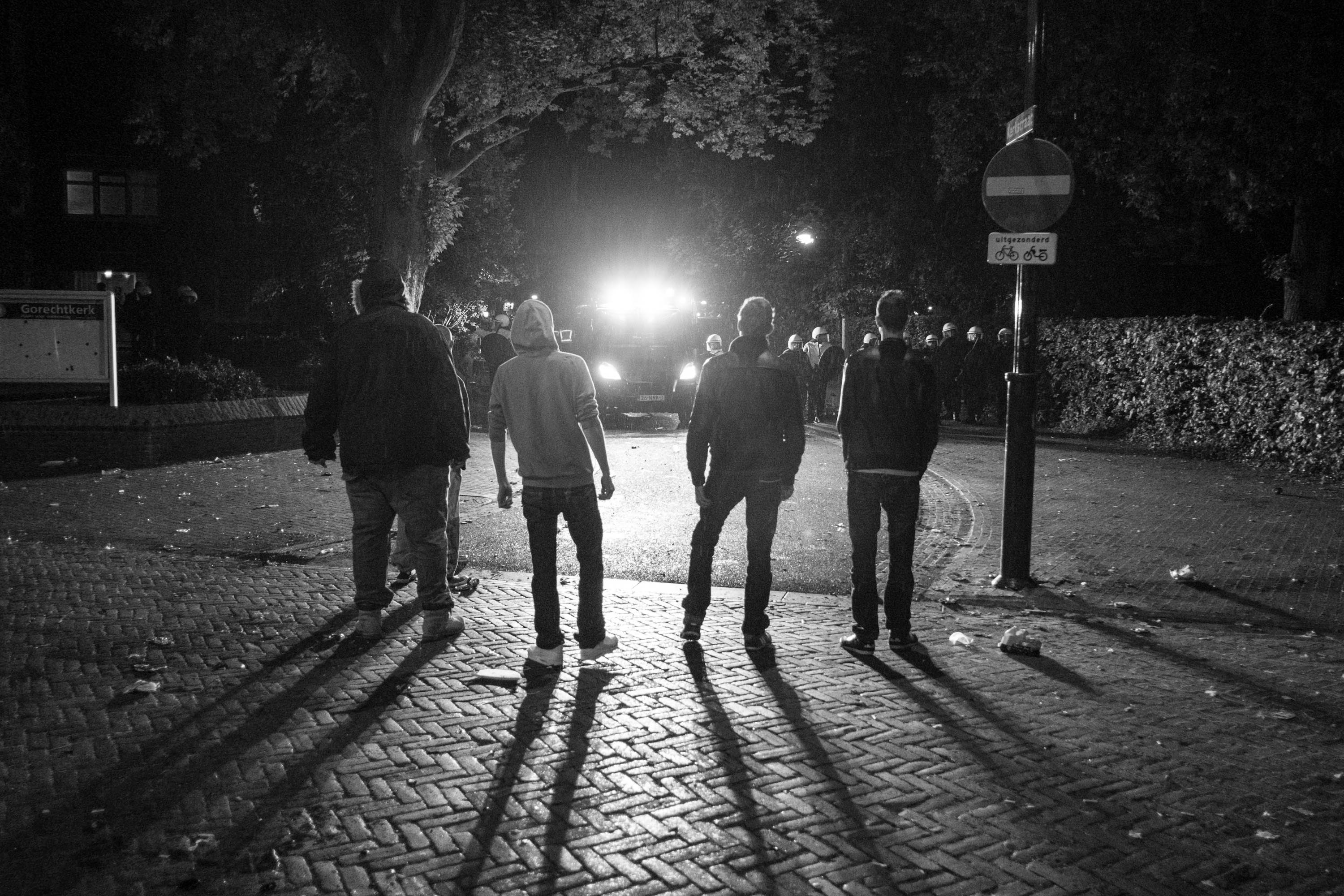
Jovens diante da polícia em Haren, na Holanda, durante uma festa inspirada em Project X em 2012, chamada "Project X Haren".

Após o lançamento de Project X, foram reportadas muitas festas realizadas por adolescentes que foram inspiradas ou influenciadas pelo filme.
Em 9 de março de 2012, o "Project M" se tornou o primeiro evento a ganhar a atenção da mídia depois que um convite para festa foi postado no Twitter em Farmington Hills, Michigan pelo estudante do ensino médio Mikey Vasovski, sendo posteriormente repassado a milhares de usuários, a tal ponto que a mensagem estava sendo reenviada uma vez por segundo, chegando a ser postada no Craigslist (assim como ocorreu no filme). A festa foi apelidada de "Project M" pelo próprio Vasovski e o convite continha o endereço de uma casa hipotecada onde a festa iria ocorrer. Por volta das 9h da manhã do dia 9 de março, potenciais festeiros começaram a chegar ao local, mas às 11h a festa foi oficialmente cancelada depois que a polícia começou a escoltar as pessoas para fora do endereço. Com base em sua dedicação à promoção da festa, Vasovski recebeu uma oferta de estágio da empresa Gawker Media.
Em 13 de março de 2012, duas festas distintas foram tentadas em Miramar, no estado americano da Flórida, e Houston, no Texas. Em Miramar, as pessoas foram convidadas a ir a uma casa hipotecada para recriar o filme como “Project X House Party 2”. O promotor da festa foi preso e processado em US$ 19.000 por danos criminais antes mesmo do início da festa. A polícia afirmou ter afastado cerca de dois mil adolescentes que se aproximaram do imóvel sem saber do cancelamento do evento. Em Houston, treze adolescentes foram presos depois de dar uma festa com sucesso em uma casa vazia, causando danos de até US$ 100.000. Quando a polícia os questionou, os jovens alegaram ter se inspirado no filme. Uma segunda festa em Houston atraiu entre quinhentos a mil convidados, mas resultou na morte de uma pessoa depois que um participante começou a disparar uma arma quando a polícia tentou interromper o evento.
Em 21 de setembro de 2012, uma festa na pequena cidade holandesa de Haren divulgada na rede social Facebook saiu do controle. Reportagens indicaram que "houve múltiplas menções a um filme americano chamado Project X" e que alguns festeiros usavam camisetas com os dizeres "Project X Haren". Os danos foram estimados em mais de € 1 milhão (US$ 1,32 milhão).
Ainda em 2012, uma festa chamada "Proyecto X" foi realizada em Pilar, na província de Buenos Aires, Argentina. O evento reuniu 4,5 mil adolescentes e contou com a venda de diversas bebidas alcoólicas.
Em 2014, uma festa chamada "Project P" foi realizada no Condado de Mecosta, Michigan, que atraiu mais de duas mil pessoas para uma casa de fazenda isolada. No local havia go-go dancers, strippers, um bombeiro e dois DJs supostamente contratados para a festa. Dezenas de participantes foram levados para hospitais da região após overdose de drogas (principalmente heroína) e álcool; também ocorreram relatos de uma agressão sexual. As equipes policiais que foram ao local preferiram por administrar a situação no próprio perímetro devido ao risco de centenas de motoristas embriagados fugirem do local. Três supostos organizadores da rave foram formalmente acusados.
No dia 16 de agosto de 2014 na cidade mexicana de Zapopan, Jalisco, uma festa chamada "La Fiesta de Los 4 mil" saiu do controle depois que um jovem chamado Alejandro Chassin Godoy divulgou o evento no Facebook. A festa foi realizada no dia do seu aniversário. Poucos dias após a publicação anunciando a festa, cerca de 6700 pessoas confirmaram presença na rede social. No dia da festa, após uma confusão generalizada, seis pessoas ficaram feridas e outras 281 foram presas. A maioria dos participantes eram jovens adolescentes. Segundo a Polícia de Guadalajara, vários convidados portavam armas; durante a operação, foram apreendidas 462 gramas de maconha na festa. Godoy foi multado em 2.800 pesos mexicanos pelos danos causados no evento.

## Possível sequência
Em 6 de março de 2012, quatro dias após seu lançamento, a Warner Bros. anunciou que estava planejando uma sequência, com Bacall retornando para escrever o roteiro. Em 19 de maio de 2015, o estúdio anunciou oficialmente que a sequência seria intitulada "Project XX" e estava inicialmente agendada para lançamento em 19 de agosto de 2016. Em dezembro de 2021, Jonathan Daniel Brown comentou no Instagram que a sequência "nunca iria acontecer".
Em 12 de março de 2023, Dax Flame lançou um trailer conceitual de um "Project X 2" com Jonathan Daniel Brown em seu canal no YouTube, daxflame. No final do trailer, ele pediu aos fãs que compartilhassem o vídeo em massa na esperança de chamar a atenção da Warner Bros. para que pudessem retomar o projeto.